# Glossonotus turriculata
Glossonotus turriculata är en insektsart som beskrevs av Emmons. Glossonotus turriculata ingår i släktet Glossonotus och familjen hornstritar. Inga underarter finns listade i Catalogue of Life.